# 3651 Friedman
3651 Friedman este un asteroid din centura principală, descoperit pe 7 noiembrie 1978 de Eleanor Helin și Schelte Bus.